# Microdina forceps
Microdina forceps är en kackerlacksart som först beskrevs av Henri Saussure 1869.  Microdina forceps ingår i släktet Microdina och familjen jättekackerlackor. Inga underarter finns listade i Catalogue of Life.